# Rodolfo Graziani
Rodolfo Graziani, Marghese di Neghelli  (Frosinone, 11 augustus 1882 – Rome, 11 januari 1955) was een Italiaans officier.

## Carrière
Graziani werd in 1923 generaal en bekleedde tot 1936 functies in de Italiaanse koloniën. In 1936 werd hij onderkoning van Italiaans-Oost-Afrika, het huidige Ethiopië, dat toen bezet werd door Italië. Hij volgde hiermee Pietro Badoglio op. Op 19 februari 1937 werd een aanslag op hem gepleegd in Addis Abeba, die hij ternauwernood overleefde. Als wraak voor deze aanslag werden zo'n 30.000 mensen doodgeschoten. In juni 1940 werd hij benoemd tot gouverneur van Italiaans-Libië als opvolger van Italo Balbo, die vlak daarvoor was omgekomen.
Tijdens de Tweede Wereldoorlog bleef hij trouw aan Benito Mussolini en hij werd in 1943 minister van Defensie in Italië. Na de oorlog werd hij in mei 1950 door een militair tribunaal tot 19 jaar gevangenisstraf veroordeeld wegens collaboratie met de nazi's. Hij werd echter al op 29 augustus 1950 na een amnestie wegens het Heilig Jaar vervroegd vrijgelaten. Graziani overleed op 72-jarige leeftijd.

## Militaire loopbaan
- Tweede luitenant (Sottotenente), Koninklijk Italiaans Leger: 1904[4]
- Kapitein (Capitano), Koninklijk Italiaans Leger: 1915[4]
- Luitenant-kolonel (Tenente colonnello), Koninklijk Italiaans Leger: 1916[4]
- Kolonel (Colonello), Koninklijk Italiaans Leger: 1918
- Luitenant-generaal (Luogetenente Generale), Koninklijk Italiaans Leger: februari 1932[4]
- Generaal (Generale d'armata), Koninklijk Italiaans Leger: 1934
- Maarschalk van Italië (Maresciallo d'Italia), Koninklijk Italiaans Leger: 1936

## Onderscheidingen
- Ridder Grootkruis in de Orde van Sint-Mauritius en Sint-Lazarus
- Ridder Grootkruis in de Militaire Orde van Savoye
- Ridder Grootkruis in de Orde van de Italiaanse Kroon
- Ridder Grootkruis in de Koloniale Orde van de Ster van Italië
- Commandeur in de Silvesterorde
- Ridder van Eer en Devotie in de Orde van Malta
- Zilveren medaille voor Dapperheid (2)
- Bronzen medaille voor Dapperheid
- Medaglia Mauriziana per merito militare di 10 lustri (10 dienstjaren)
- Militaire medaille voor verdienste als commandant (20 dienstjaren)
- Croce per anzianità di servizio militare (40 dienstjaren)
- Herdenkingsmedaille van de militaire operaties in Oost-Afrika
- Herdenkingsmedaille van de Italiaans-Turkse Oorlog 1911-1912
- Herdenkingsmedaille van de Italiaans-Oostenrijkse 1915-1918 (4 jaar campagne)
- Herdenkingsmedaille van de Italiaanse onafhankelijkheid
- Overwinningsmedaille